# Операція «Рессельшпрунг» (1942)
Операція «Рессельшпрунг» (нім. Rösselsprung — Хід конем) — операція ВПС і флоту Німеччини в липні 1942 року у Баренцовому морі з метою знищення союзного конвою PQ-17.
PQ-17 — один з арктичних конвоїв в роки Другої світової війни, сумно відомий великими втратами. PQ-17 був відправлений до СРСР в червні-липні 1942 року із стратегічними вантажами і військовою технікою із США, Канади і Великої Британії. У його склад входило 35 вантажних суден, з яких 25 потоплено.
Високі втрати були викликані тим, що командувач арктичними конвоями англійський адмірал Дадлі Паунд отримав повідомлення про вихід в море лінкора «Тірпіц» і дав наказ «Конвою розсіятися!», а супроводжуючі конвой есмінці відкликав для перехоплення «Тірпіца». Як з'ясувалося згодом, інформація про вихід німецького лінкора виявилася неточною, тоді як конвой, залишений без захисту, став легкою здобиччю німецьких підводних човнів і торпедоносців.